# Spaniel tibetano
Spaniel tibetano é uma raça de cães originária dos Himalaias, na região do Tibet. Pouco realmente se sabe sobre a origem destes pequenos, restando apenas as hipóteses. É conhecido o fato de "sagrados" cães tibetanos, como os lhasa apso, serem enviados ao imperador chinês como presente, não podendo ser descartada então a existência de uma retribuição. Partindo deste ponto, especula-se que pequeninos animais conhecidos como happas eram enviados aos monastérios. Estes caninos seriam os antepassados dos spaniel do Tibet. Há ainda a teoria de que tchins saídos da Coreia do Sul, teriam sido levados ao Japão, e em seguida, à China, e seus subsequentes cruzamentos teriam gerado o spaniel tibetano. Fisicamente, suas medidas não ultrapassam os 26 cm na cernelha e os 7 kg.